# Asociația Sport Club Daco-Getica București
L'Asociația Sport Club Daco-Getica București, meglio nota come Daco-Getica Bucarest o precedentemente Juventus Bucarest, è una società calcistica rumena con sede nella città di Bucarest, militante in Liga IV.

## Storia
Inizialmente il club si chiamava Juventus Colentina Bucarest. Il club è stato promosso in Liga II nella stagione 2009-2010. Nella stagione 2016-2017 ha raggiunto la promozione in Liga I, nello stesso anno ha però perso il diritto di utilizzare il proprio stadio poiché la terra su cui è stato costruito, è stata restituita ai discendenti delle persone cui venne confiscata dal passato regime comunista, quindi utilizza lo stadio Ilie Oană della città di Ploiești. 
Alla fine della stagione 2017-2018 la squadra è retrocessa in Liga II, essendo giunta 14ª in classifica.
Dalla stagione 2018-2019, su richiesta del club torinese della Juventus Football Club, è costretto a cambiare nome e stemma, divenendo FC Colentina.
A partire dall’agosto 2018, la società della capitale, militante in Liga II, cambia nome in Daco-Getica, in onore dei Daci e dei Geti, appartenenti ai Traci e abitanti della regione dai tempi del dominio greco e poi romano e considerati precursori degli attuali abitanti del paese.
Durante la stagione di Liga II 2019-2020 sciolse la prima squadra, ritirandosi dal campionato dopo 13 giornate disputate.
La prima squadra venne riorganizzata in Liga IV nella stagione 2021-2022.

## Rosa 2018-2019
| N. |                     | Ruolo | Calciatore         |
| -- | ------------------- | ----- | ------------------ |
| 2  | Romania (bandiera)  | C     | Constantin Dedu    |
| 3  | Romania (bandiera)  | D     | Vlad Georgescu     |
| 4  | Romania (bandiera)  | D     | Vlad Motroc        |
| 5  | Romania (bandiera)  | D     | Vladimir Georgescu |
| 6  | Romania (bandiera)  | C     | Marius Grigore     |
| 7  | Romania (bandiera)  | C     | Daniel Cîrjan      |
| 8  | Francia (bandiera)  | A     | Hicham El Hamdaoui |
| 9  | Romania (bandiera)  | C     | Arthur Teuţ        |
| 10 | Romania (bandiera)  | C     | Cristian Bustea    |
| 11 | Romania (bandiera)  | C     | Raphael Stănescu   |
| 12 | Romania (bandiera)  | P     | Paul Botaș         |
| 14 | Romania (bandiera)  | C     | Robert Neacșu      |
| 15 | Romania (bandiera)  | A     | Nicolae Epure      |
| 16 | Moldavia (bandiera) | A     | Ion Prodan         |
| 17 | Romania (bandiera)  | C     | Alexandru Ilie     |

| N. |                    | Ruolo | Calciatore       |
| -- | ------------------ | ----- | ---------------- |
| 19 | Romania (bandiera) | A     | Marius Tudorică  |
| 21 | Romania (bandiera) | C     | Vlad Mârzea      |
| 22 | Romania (bandiera) | D     | Mihai Stancu     |
| 23 | Romania (bandiera) | A     | Alexandru Nica   |
| 26 | Romania (bandiera) | A     | Adrian Manole    |
| 27 | Romania (bandiera) | A     | Mădălin Martin   |
| 29 | Romania (bandiera) | P     | Daniel Isvoranu  |
| 30 | Romania (bandiera) | D     | Nicolae Mușat    |
| 38 | Romania (bandiera) | C     | Răzvan Udrea     |
| 70 | Romania (bandiera) | D     | George Cotigă    |
| 89 | Romania (bandiera) | C     | George Calintaru |
|    | Romania (bandiera) | P     | Mihai Eșanu      |
|    | Romania (bandiera) | D     | Tudor Țăranu     |
|    | Romania (bandiera) | C     | Iulian Roșu      |
|    | Francia (bandiera) | A     | Philippe Nsiah   |

## Rosa 2017-2018
| N. |                    | Ruolo | Calciatore       |
| -- | ------------------ | ----- | ---------------- |
| 1  | Romania (bandiera) | P     | Relu Stoian      |
| 2  | Romania (bandiera) | C     | Cristian Ciobanu |
| 3  | Romania (bandiera) | D     | Florin Ștefan    |
| 4  | Romania (bandiera) | D     | Gabriel Simion   |
| 5  | Brasile (bandiera) | D     | Wallace          |
| 6  | Turchia (bandiera) | D     | Gökhan Kardeș    |
| 7  | Romania (bandiera) | C     | Vasile Gheorghe  |
| 8  | Romania (bandiera) | C     | Cristian Balgiu  |
| 9  | Romania (bandiera) | C     | Stephan Drăghici |
| 10 | Romania (bandiera) | C     | Liviu Băjenaru   |
| 14 | Romania (bandiera) | C     | Robert Neacșu    |
| 15 | Romania (bandiera) | D     | Alexandru Ioniță |
| 16 | Romania (bandiera) | A     | Andrei Ciolacu   |
| 17 | Romania (bandiera) | D     | Dean Beța        |
| 18 | Romania (bandiera) | D     | Valentin Dima    |

| N. |                    | Ruolo | Calciatore            |
| -- | ------------------ | ----- | --------------------- |
| 19 | Romania (bandiera) | A     | Róbert Elek           |
| 20 | Romania (bandiera) | D     | Teodor Varga          |
| 21 | Romania (bandiera) | C     | Marian Constantinescu |
| 23 | Romania (bandiera) | C     | Viorel Nicoară        |
| 25 | Francia (bandiera) | C     | Réda Rabeï            |
| 26 | Romania (bandiera) | A     | Adrian Manole         |
| 28 | Romania (bandiera) | D     | Mihai Leca            |
| 29 | Romania (bandiera) | P     | George Gavrilaș       |
| 30 | Romania (bandiera) | A     | Robert Țicămucă       |
| 31 | Romania (bandiera) | D     | Cornel Ene            |
| 33 | Romania (bandiera) | P     | Virgil Drăghia        |
| 70 | Romania (bandiera) | D     | Daniel Popescu        |
| 80 | Romania (bandiera) | C     | Ciprian Petre         |
| 88 | Romania (bandiera) | D     | Robert Bogdan         |
| 89 | Francia (bandiera) | C     | Charles Acolatse      |

## Palmarès

### Competizioni nazionali
- Liga II: 1

2016-2017
- Liga III: 2

2009-2010, 2015-2016